# ليلان (مكيراس)

تعديل مصدري - تعديل

ليلان هي إحدى قرى عزلة مكيراس بمديرية مكيراس التابعة لمحافظة البيضاء، بلغ تعداد سكانها 52 نسمة حسب تعداد اليمن لعام 2004.